# Zona Esportiva Municipal Font de Baix
La Zona Esportiva Municipal Font de Baix és una obra de Begur (Baix Empordà) inclosa a l'Inventari del Patrimoni Arquitectònic de Catalunya.

## Descripció
Edifici en planta de "L" situat en un fondal a l'entrada de la vila. De la planta l'ala llarga és menys massissa que la curta (gairebé semblaria que del cos masia (a la curta). En surt un braç més lleuger). L'edifici esta compost mostrant-nos l'estructura i que amb modelatges estructura tot l'edifici. Serà a l'ala llarga on el motlluratge l'estructura se'ns revelaran (en secció és d'un mòdul i mig essent el mig mòdul un porxo que unifica l'edifici o les 2 ales). En aquesta ala s'hi situa el bar, lavabos i des de l'exterior es pot veure tot l'interior.- L'ala curta és un cos tot massís del que en façana ens mostra el porxo retallat. En aquesta part s'hi ubiquen els pistes de squash(2) que permeten esser vistes des de l'exterior mercès a les vidrieres, i des de la coberta terrassa, que unifica les 2 cossos, des d'unes altres finestres. La terrassa és tota oberta mostrant-nos l'estructura com una mena de pòrtic. Al punt d'unió del es 2 ales s'hi situa l'escala d'accés a la terrassa i des d'on es domina la zona esportiva. En llargada l'edifici estaria compost de 5 mòduls on al punt d'unió un d'ells es dividiria en 2 mitjos mòduls.
Les baranes de terrassa són metàl·liques. Tot l'edifici està remolinat i pintat de blanc.
L'edifici es col·loca mirant a les pistes de tenis.